# Lampadena dea
Lampadena dea är en fiskart som beskrevs av Fraser-brunner, 1949. Lampadena dea ingår i släktet Lampadena och familjen prickfiskar. Inga underarter finns listade i Catalogue of Life.